# シコラ島
シコラ島(ロシア語: Остров Сикора)は、北極海の一部であるカラ海のタイミル半島西方に位置するロシア連邦領ノルデンショルド群島の北部のリトケ諸島にある島である。リトケ諸島とパフトゥソヴァ諸島を隔てるレーニン海峡に位置する。シコリ島(ロシア語: Сикоры)とも呼ぶ。
1901年ロシア極地遠征の際に天文学者ヨーゼフ・シコラに因んで名づけられた。